# Thian Hock Keng
Thian Hock Keng is een Chinese tempel in Singapore. Het is de oudste en belangrijkste Minnanese tempel in Singapore. De hoofdtempel eert Matsu, de taoïstische godin der zee. De tempel achter de hoofdtempel is boeddhistisch en eert Guanyin, de bodhisattva van genade. Het was tussen 1821 en 1822 gebouwd. De Chinese contractarbeiders die vanuit China veilig aangekomen waren, gingen gelijk respect betuigen aan de godin der zee. In 1907 kreeg de tempel een plank met karakters geschreven door keizer Guangxu. Thian Hock Keng werd een nationaal monument op 6 juli 1973.
De tempel wordt beheerd door Singapore Hokkien Huay Kuan.